# 瓦尔泰利纳地区蓬泰
瓦尔泰利纳地区蓬泰（義大利語：Ponte in Valtellina）是意大利松德里奥省的一个市镇。总面积68989平方公里，人口2295人，人口密度0.0人/平方公里（2009年）。国家统计（ISTAT）代码为014052。